# Ізодиморфізм
Ізодиморфізм (англ. isodimorphism, нім. Isodimorphismus m) — явище поліморфізму двох речовин, при якому кожна з них починає собою якийсь ізоморфний ряд (наприклад, тригональні карбонати — група кальциту і ромбічні карбонати — група арагоніту).